# Ka Đơn
Ka Đơn là một xã thuộc huyện Đơn Dương, tỉnh Lâm Đồng, Việt Nam.

## Địa lý
Xã Ka Đơn có diện tích 37,44 km², dân số năm 2022 là 9.855 người, mật độ dân số đạt 263 người/km².

## Lịch sử
Ngày 15 tháng 9 năm 1989, Hội đồng Bộ trưởng ban hành Quyết định số 135/QĐ-HĐBT về việc thành lập xã Pró trên cơ sở một phần của xã Ka Đơn.
Ngày 21 tháng 1 năm 2020, HĐND tỉnh Lâm Đồng ban hành Nghị quyết số 166/NQ-HĐND về việc thành lập thôn Nghĩa Lộc trên cơ sở thôn Lộc Thọ và thôn Lạc Nghĩa.